# Siebenbürger Leberblümchen
Das Siebenbürger Leberblümchen (Hepatica transsilvanica) ist eine Pflanzenart innerhalb der Familie der Hahnenfußgewächse (Ranunculaceae). Es ist ein Endemit der Bergwälder der rumänischen Karpaten.

## Beschreibung
Das Siebenbürger Leberblümchen ist eine ausdauernde, krautige Pflanze. Dem langen, dünnen Rhizom entspringen grundständige Laubblätter und Blütenstiele die 10–20 cm hoch werden. Die Blätter bestehen aus drei bis fünf Blattlappen mit Einkerbungen und unterscheiden sich damit deutlich von den Hepatica nobilis mit seinen typischen drei ganzrandigen Blattlappen. Der Blütendurchmesser beträgt zwischen 2,5 und 4 cm und ist damit meist größer als beim gewöhnlichen Leberblümchen. Die Blüte hat 6–10 Blütenblätter, und die Hüllblätter besitzen zwei oder drei kleinen Zähnchen.
Die Art ist tetraploid, mit gegenüber dem gewöhnlichen Leberblümchen verdoppeltem Chromosomensatz. Die Chromosomenzahl beträgt 2n=28.

## Verbreitung
Es kommt ausschließlich in den Bergwäldern der Rumänischen Karpaten vor (Endemit).
Das Verbreitungsgebiet reicht von Borsec im Nordosten Siebenbürgens bis Deva im Südwesten. Das Hauptvorkommen liegt im Burzenland um die zentrale Stadt Brașov (Kronstadt) im Südosten des Karpatenbogens. Auch Hepatica nobilis var. nobilis kommt innerhalb des Verbreitungsgebietes im Hügelland Siebenbürgens aber auch in einigen Höhenlagen vor. Die Vorkommen von Hepatica transsilvanica liegen meist in größeren Höhen bis hinauf auf 2000 m. Es ist deshalb in Kultur kälteresistenter und blüht meist vor Hepatica nobilis.

## Verwendung
Die Art wird gelegentlich als Zierpflanze verwendet. Durch gezielte Züchtung in Kultur in Japan, Europa und Nordamerika sind zahlreiche Farb- und Formvariationen entstanden die unter Sammlern zu z. T. enormen Preisen gehandelt werden.

## Taxonomie
Über die Zugehörigkeit zu einer Gattung gibt es zwei Auffassungen: Die meisten Autoren stellen das Leberblümchen zur Gattung Hepatica. Andere Autoren stellen es in eine weit gefasste Gattung der Windröschen (Anemone). Die Art wird dann als Anemone transsilvanica (Fuss) Heuff. bezeichnet. Die Art bildet Hybride mit dem gewöhnlichen Leberblümchen aus, die als Hepatica × media Simonkai beschrieben worden sind. Die Pollenkörner der Hybride sind steril.